# Đại hội Đế quốc (Thánh chế La Mã)

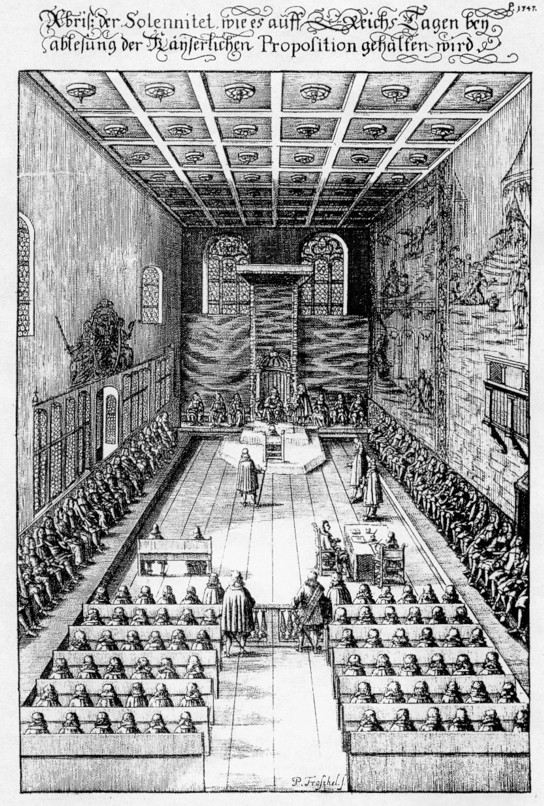
Cách sắp xếp chỗ ngồi tại lễ khánh thành Đại hội Đế quốc trong Toà thị chính Regensburg từ bản khắc năm 1675: Hoàng đế La Mã Thần thánh và các Tuyển đế hầu ngồi phía trước; các thân vương thế tục ở bên trái, thân vương giám mục ở phía phải, đại biểu các thành bang tự do của Đế quốc ngồi xung quanh

Đại hội Đế quốc (tiếng La Tinh: Dieta Imperii hay Comitium Imperiale; tiếng Đức: Reichstag), hay Nghị hội Đế chế, là một cơ quan tối quan trọng của Đế quốc La Mã Thần thánh. Nó không phải là một cơ quan lập pháp theo nghĩa hiện đại, các thành viên của nó tập hợp lại giống như một diễn đàn trung tâm, nơi các vấn đề được đưa ra thảo luận và đàm phán, hơn là quyết định.
Thành viên của đại hội là những nhân vật đứng đầu địa vị Hoàng gia trong Đế chế La Mã Thần thánh, được chia thành 3 nhóm. Đại hội Đế quốc là một thể chế lâu đời, được phát triển và kiện toàn từ Hoftag (Hội đồng toà án) của thời Trung cổ. Từ năm 1663 cho đến khi Thánh chế La Mã chấm dứt tồn tại vào năm 1806, nó hoạt động thường trực tại Regensburg.
Những cá nhân đứng đầu các điền trang trong đế quốc đều có một ghế và được bỏ phiếu trong Đại hội Đế quốc. Nhưng chỉ có những quý tộc có đẳng cấp Vương hầu mới được hưởng một phiếu bầu cá nhân (Virilstimme), trong khi các điền trang thấp hơn như Bá tước Đế quốc và Tu viện Đế quốc, chỉ được quyền bỏ phiếu tập thể (Kuriatstimme) trong nhóm của họ, trường hợp này cũng tương tự với các Thành bang đế chế thuộc nhóm Thành bang. Các Hiệp sĩ Đế quốc tuy cũng là quý tộc và chỉ chịu phục tùng trước Hoàng đế như Thành bang đế chế tự do và Bá tước Đế quốc, nhưng họ không được tham gia Đại hội Đế chế.
Quyền bỏ phiếu về cơ bản phụ thuộc vào quyền của một nhà cai trị trên lãnh thổ của họ, thông qua việc thừa kế hoặc bằng một cách nào khác, những nhân vật này cũng có quyền biểu quyết tại đại hội. Nói chung các nhà cai trị trong đế quốc không phải ngồi thường trực tại Đại hội Đế quốc ở Regensburg, họ cử những đại diện thay mặt họ.

## Lịch sử

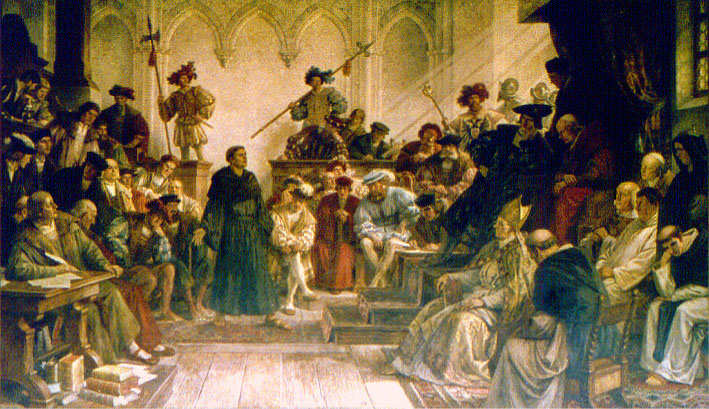
"Tôi đứng đây": Martin Luther tại Đại hội Đế quốc Worms, 1521
bức tranh thế kỷ XIX của Hermann Wislicenus

Vai trò và chức năng chính xác của Đại hội Đế chế (Imperial Diet) đã thay đổi qua nhiều thế kỷ, trong đó các điền trang và các lãnh thổ riêng biệt ngày càng giành được nhiều quyền tự trị, với cái giá phải trả là quyền lực của đế chế sẽ bị giảm bớt. Ban đầu không có thời gian và địa điểm nhóm họp cố định cho Đại hội Đế quốc. Nó bắt đầu như một hội nghị của các công tước người Germanic, thành lập Vương quốc Frank khi phải đưa ra các quyết định quan trọng.
Theo Biên niên sử Hoàng gia Frank, dưới thời Hoàng đế Charlemagne trong Chiến tranh Saxon, Đại hội Đế chế được nhóm họp tại Paderborn vào năm 1777, và chính thức thông qua luật liên quan đến những người Saxon khuất phục các bộ lạc khác. Năm 803, hoàng đế Frank ban hành phiên bản cuối cùng của Lex Saxonum.
Tại Đại hội Đế chế năm 919 ở Fritzlar, các công tước đã bầu ra vị vua đầu tiên của người Đức, đó là Heinrich Người săn chim, một người Saxon, vượt qua sự cạnh tranh lâu đời giữa người Frank và người Saxon và đặt nền móng cho vương quốc Đức. Sau cuộc chinh phục nước Ý, Đại hội Đế chế Roncaglia, năm 1158 đã hoàn thiện bốn đạo luật có thể thay đổi đáng kể hiến pháp (chưa bao giờ được viết chính thức) của Đế chế, đánh dấu khởi đầu cho sự suy giảm quyền lực trung ương, và tự trị của các công tước địa phương tăng lên. Sắc chỉ vàng năm 1356 củng cố khái niệm "quyền cai trị lãnh thổ" (Landesherrschaft), quy tắc độc lập chủ yếu của các công tước đối với các vùng lãnh thổ tương ứng của họ, và cũng giới hạn số lượng Tuyển đế hầu ở mức bảy. Các Giáo hoàng không bao giờ tham gia vào quá trình bầu cử, họ chỉ tham gia vào quá trình phê chuẩn và đăng quang của bất kỳ ai được các Tuyển đế hầu bầu lên ngai vàng Hoàng đế La Mã Thần thánh.
Cho đến cuối thế kỷ XV, Đại hội Đế chế vẫn chưa thực sự được chính thức hóa như một thể chế. Thay vào đó, các công tước và các hoàng thân khác sẽ bị triệu tập bất thường tại triều đình của Hoàng đế. Những cuộc họp này thường được gọi là Hoftag. Chỉ bắt đầu từ năm 1489, Đại hội Đế quốc mới được gọi là Reichstag, và nó chính thức được chia thành các viện để phân loại nhóm đại diện.
Ban đầu, chỉ có 2 viện, gồm Viện Tuyển hầu và Viện Vương hầu. Sau đó các Thành bang đế chế (cộng hòa) và các lãnh địa độc lập với các lãnh chúa địa phương (quân chủ), chỉ chịu sự phục tùng trước hoàng đế được chấp nhận tham gia vào Đại hội đế chế như một bên thứ ba.
Một số nỗ lực nhằm cải tổ Đế chế và chống lại sự tan rã của nó đã được đưa vào nghị sự, đặc biệt là bắt đầu từ Đại hội Đế chế năm 1495, tuy nhiên những nỗ lực này không có nhiều tác dụng. Ngược lại, quá trình tan rã diễn ra nhanh chóng hơn với Hoà ước Westphalia năm 1648, chính thức ràng buộc Hoàng đế La Mã Thần thánh phải chấp nhận mọi quyết định của Đại hội Đế chế, một số quyền lực còn lại của Hoàng đế chính thức bị tước bỏ. Từ đó cho đến khi Thánh chế La Mã tan rã vào năm 1806, các Đại hội Đế chế trên thực tế là hội nghị triệu tập các nhà cai trị, phần lớn là sở hữu các nhà nước độc lập, không còn ràng buộc bởi quyền lực của hoàng đế.
Có lẽ những Đại hội Đế chế nổi tiếng nhất được tổ chức ở Worms vào năm 1495, nơi cuộc Cải cách Hoàng gia được ban hành, và năm 1521, nơi Martin Luther bị cấm, Đại hội Đế chế Speyer 1526 và 1529 (xem Cuộc biểu tình ở Speyer), và một số được tổ chức ở Nuremberg (Đại hội Đế quốc ở Nuremberg). Chỉ với sự ra đời của Đại hội Đế quốc vĩnh viễn của Regensburg vào năm 1663, Đại hội Đế quốc đã được tổ chức vĩnh viễn tại một địa điểm cố định.
Đại hội Đế chế tại Constance khai mạc vào ngày 27/04/1507; nó công nhận sự thống nhất của Đế chế La Mã Thần thánh và thành lập Reichskammergericht, tòa án tối cao của đế chế.

## Những thành viên trong Đại hội

### Các Tuyển đế hầu

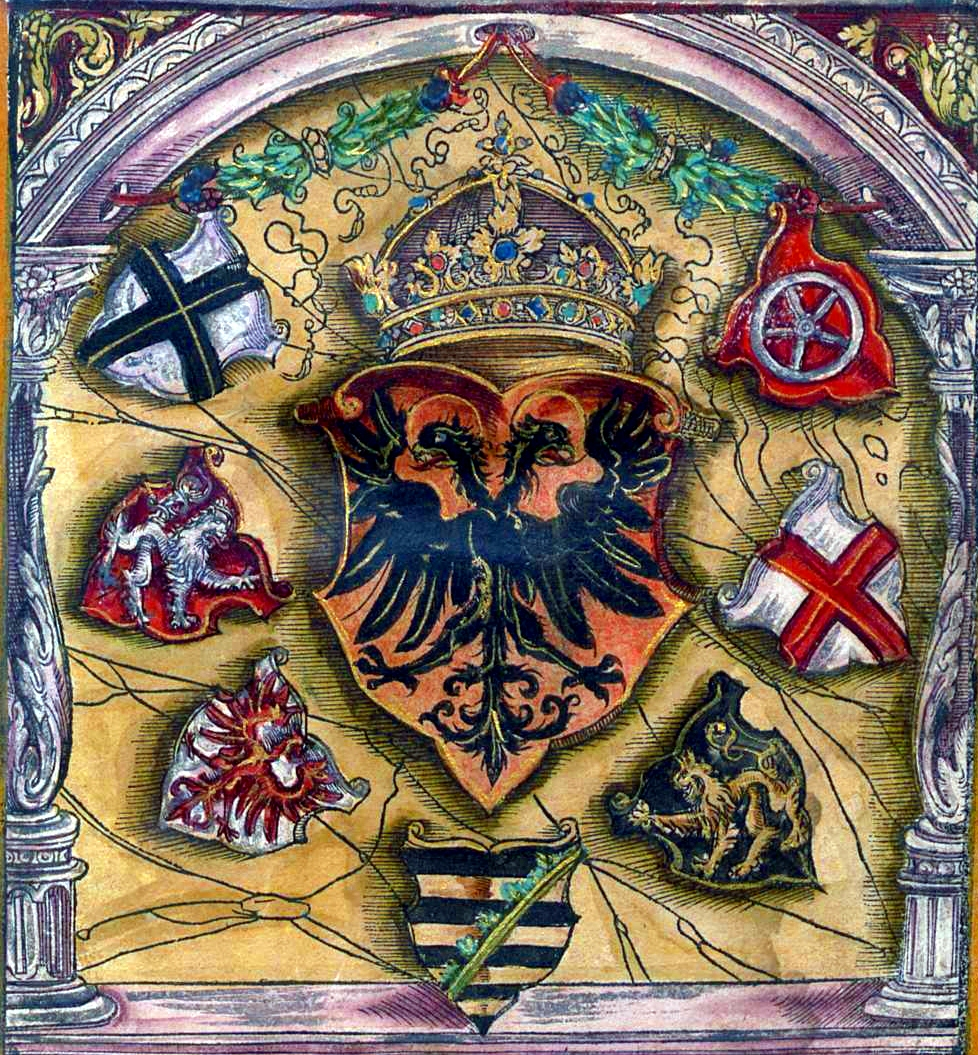
Quốc huy của các Tuyển đế hầu xung quanh Đế huy của Hoàng đế La Mã Thần Thánh, từ cuốn sách "flags book" của Jacob Köbel (1545).

Cử tri đoàn (Kurfürstenrat), do Tuyển đế hầu của Tổng giáo phận vương quyền Maizn lãnh đạo với tư cách là "Archchancellor" (Tổng thủ hiến) của Đức. Bảy Tuyển đế hầu nằm trong nhóm Cử tri đoàn của Đế quốc đã được Sắc chỉ Golden bull năm 1356 chỉ định:
- Ba thành viên là Giám mục vương quyền,
  - Tổng giám mục vương quyền của Mainz, với tư cách là Tổng thủ hiến Đức.
  - Tổng giám mục vương quyền của Cologne, với tư cách là Tổng thủ hiến của Italia
  - Tổng giám mục vương quyền của Trier với tư cách là Tổng thủ hiến của Burgundy
- Bốn thân vương thế tục,
  - Vua của Bohemia, với tư cách là Archcupbearer
  - Tuyển đế hầu của Palatinate, với tư cách là Quản lý quốc gia (Erztruchsess)
  - Tuyển đế hầu Sachsen, với tư cách là Tổng Nguyên soái
  - Phiên hầu tước của Brandenburg, với tư cách là Tổng Ngân khố

Số lượng cử tri đoàn tăng lên 8 thành viên vào năm 1623, Công tước xứ Bavaria tiếp quản chức vụ Tuyển đế hầu của Bá tước Palatine, người nhận được một phiếu bầu riêng biệt trong cử tri đoàn theo Hòa ước Westphalia năm 1648 (Causa Palatina), bao gồm cả chức vụ cấp cao là Thủ quỹ Tổng tài (Archtreasurer). Năm 1692, Tuyển hầu tước của Hanover (tên gọi chính thức là Brunswick-Lüneburg) đã trở thành đại cử tri thứ 9 với tư cách là Tổng quản thủ lĩnh (Archbannerbearer) trong Chiến tranh Chín năm.
Trong Chiến tranh Kế vị Bayern các Tuyển đế hầu của Palatinate và Bayern được hợp nhất, theo Hòa ước Teschen năm 1779. Qua cuộc tái cơ cấu của Đức năm 1803 dẫn đến việc giải thể Tổng giáo phận vương quyền Cologne và Trier, Tổng giám mục vương quyền Mainz được nhận các lãnh thổ này, xem như là khoản bồi thường cho phần lãnh thổ bị mất do Đệ Nhất Cộng hòa Pháp chiếm đóng trong Cách mạng Pháp - Công quốc Regensburg mới thành lập. Lần lượt, 4 Thân vương thế tục được nâng lên thành Tuyển đế hầu:
- Công tước của Salzburg
- Công tước của Württemberg
- Phiên hầu tước của Baden
- Phong địa bá tước của Hesse-Kassel

Tuy nhiên, những thay đổi này không có tác động gì đến đế chế, vì Francis II với tư cách là Hoàng đế La Mã Thần thánh đã tuyên bố thoái vị, dẫn đến Đế chế bị giải thể chỉ 3 năm sau đó.

### Các Thân vương thế tục
Viện Thân vương (Reichsfürstenrat hoặc Fürstenbank) là nơi ngồi của các Bá tước Hoàng gia cũng như các lãnh chúa, Giám mục vương quyền và các Tu viện trưởng Đế quốc. Số lượng thành viên của viện này rất đông đảo và mạnh mẽ, mặc dù thường xuyên bất hòa, họ luôn cố gắng bảo vệ lợi ích của mình, chống lại sự thống trị của các Tuyển đế hầu.

### Các Thành bang
Viện Thành phố Đế quốc (Reichsstädtekollegium) phát triển từ năm 1489 trở đi, nó đã đóng góp rất nhiều vào sự phát triển của Đại hội Đế chế như một thể chế chính trị. Tuy nhiên, cuộc bỏ phiếu tập thể của các thành phố ban đầu có tầm quan trọng thấp, cho đến khi Đại hội Đế quốc Augsburg diễn ra vào năm 1582. Viện được lãnh đạo bởi hội đồng thành phố của địa điểm tổ chức hội nghị; với việc triệu tập Đại hội Đế chế vĩnh viễn tại một địa điểm vào năm 1663, quyền lãnh đạo được chuyển cho Regensburg.
Viện Thành phố Đế quốc được chia thành 2 băng ghế, gồm Swabian và Rhenish. Các thành phố Swabia do Nuremberg, Augsburg và Regensburg lãnh đạo, các thành phố Rhenish do Cologne, Aachen và Frankfurt lãnh đạo.

## Bộ sưu tập hồ sơ
Sau khi Đế quốc Đức được thành lập vào năm 1871, Ủy ban Lịch sử của Viện Hàn lâm Khoa học Bavaria bắt đầu thu thập hồ sơ đế quốc (Reichsakten) và hồ sơ Đại hội Đế chế (Reichstagsakten). Năm 1893, ủy ban xuất bản tập đầu tiên. Hiện tại, các năm 1524–1527 và các năm đến 1544 đang được thu thập và nghiên cứu. Một tập đề cập đến Đại hội đế quốc năm 1532 của Regensburg, bao gồm các cuộc đàm phán hòa bình với những người Kháng Cách ở Schweinfurt và Nuremberg, của Rosemarie Aulinger ở Vienna được xuất bản vào năm 1992.

## Địa điểm tổ chức Đại hội
| Năm       | Địa điểm tổ chức                                                    | Người chủ trì                    | Chủ đề |
| --------- | ------------------------------------------------------------------- | -------------------------------- | --- |
| 754       | Quierzy-sur-Oise                                                    | Pepin Lùn                        | Hiến tặng của Pepin đến Giáo hoàng Stêphanô II |
| 777       | Paderborn                                                           | Charlemagne                      | Đại hội Đế chế đầu tiên trên đất Saxon, Công tước Widukind từ chối đến tham dự |
| 782       | Lippspringe                                                         | Charlemagne                      | Phân chia Sachsen thành Gaue dưới quyền Frankish Grafen (Bá quốc) |
| 788       | Ingelheim am Rhein                                                  | Charlemagne                      | Phế truất của Công tước Tassilo III xứ Bavaria |
| 799       | Paderborn                                                           | Charlemagne                      | Charlemagne được Giáo hoàng Lêô III sắp xếp đưa lên ngôi hoàng đế |
| 806       | Diedenhofen                                                         | Charlemagne                      | Sự phân chia của Đế chế Carolus giữa Pepin của Ý, Charles trẻ và Louis Mộ đạo |
| 817       | Aachen                                                              |                                  | |
| 826       | Không rõ                                                            |                                  | Lời mời của người Sorb |
| 829       | Worms                                                               |                                  | |
| 831       | Aachen                                                              |                                  | |
| 835       | Diedenhofen                                                         | Louis Mộ đạo                     | |
| 838       | Speyer                                                              | Ludwig Người Đức                 | |
| 872       | Forchheim                                                           | Ludwig Người Đức                 | |
| 874       | Forchheim                                                           | Ludwig Người Đức                 | Bàn luận và quy định về thừa kế |
| 887       | Tribur                                                              |                                  | |
| 889       | Forchheim                                                           | Arnolf xứ Kärnten                | |
| 892       | Forchheim                                                           | Arnolf xứ Kärnten                | Chuẩn bị chiến tranh chống lại người Slav |
| 896       | Forchheim                                                           | Arnolf xứ Kärnten                | |
| 903       | Forchheim                                                           | Louis trẻ                        | Hành quyết Babenberg Phiến loạn Adalhard |
| 907       | Forchheim                                                           | Louis trẻ                        | Hội đồng về các cuộc tấn công của Magyar |
| 911       | Forchheim                                                           |                                  | Bầu chọn Conrad I của Đức làm Vua |
| 914       | Forchheim                                                           | Conrad I của Đức                 | Chiến tranh chống lại Arnulf I, Công tước của Bavaria |
| 919       | Fritzlar                                                            |                                  | |
| 926       | Worms                                                               | Heinrich Người săn chim          | |
| 952       | trên đồng cỏ Sông Lech gần Augsburg                                 | Otto I                           | |
| 961       | Forchheim                                                           | Otto I                           | |
| 967       | Ravenna                                                             | Otto II                          | |
| 972       | Quedlinburg                                                         |                                  | Otto I đã tổ chức hôn lễ cho con trai mình và công chúa Theophanu Byzantine và rất nhiều người nước ngoài đã đến chung vui với họ. các sứ thần Hungary đến thỉnh cầu Linh mục truyền giáo |
| 976       | Regensburg                                                          |                                  | |
| 978       | Dortmund                                                            | Otto II                          | Chiến tranh chống Pháp vào mùa thu |
| 983       | Verona                                                              |                                  | Bầu chọn Otto III là Hoàng đế |
| 985       | Không rõ                                                            |                                  | Kết thúc sự soán ngôi của Henry the Wrangler |
| 993       | Dortmund                                                            | Otto III                         | |
| 1018      | Nijmegen                                                            | Henry II                         | Chuẩn bị cho Trận Vlaardingen |
| 1030      | Minden                                                              | Conrad II                        | |
| 1066      | Tribur                                                              |                                  | |
| 1076      | Worms                                                               | Henry IV                         | |
| 1077      | Augsburg                                                            |                                  | |
| 1098      | Mainz                                                               | Henry IV                         | |
| 1105      | Ingelheim                                                           | Henry IV                         | |
| 1119      | Tribur                                                              | Henry IV                         | |
| 1122      | Worms                                                               | Henry V                          | |
| 1126      | Speyer                                                              | Henry V                          | |
| 1146      | Speyer                                                              | Conrad III                       | Quyết định tham gia Cuộc thập tự chinh lần thứ hai |
| 1147      | Frankfurt                                                           | Conrad III                       | |
| 1152      | Dortmund, Merseburg                                                 | Frederick I Barbarossa           | |
| 1154      | Goslar                                                              |                                  | |
| 1157      | Bisanz                                                              | Frederick I Barbarossa           | |
| 1158      | Diet of Roncaglia near Piacenza                                     | Frederick I Barbarossa           | |
| 1165      | Würzburg                                                            | Frederick I Barbarossa           | |
| 1168      | Bamberg                                                             | Frederick I Barbarossa, Henry VI | |
| 1178      | Speyer                                                              | Frederick I Barbarossa           | |
| 1180      | Gelnhausen                                                          | Frederick I Barbarossa, Henry VI | Điều tra Tổng giáo phận Köln với Công quốc Westphalia |
| 1181      | Erfurt                                                              | Henry VI                         | Lưu đày Heinrich Sư Tử |
| 1188      | Mainz                                                               | Henry VI                         | |
| 1190      | Schwäbisch Hall                                                     | Henry VI                         | Bãi bỏ Công quốc Hạ Lorraine |
| 1193      | Speyer                                                              | Henry VI                         | Thử nghiệm của Richard I |
| 1196      | Frankfurt                                                           | Henry VI                         | |
| 1205      | Speyer                                                              | Philipp xứ Schwaben              | |
| 1213      | Speyer                                                              | Frederick II                     | Chú của Frederick là Philipp xứ Schwaben, bị sát hại năm 1208 ở Bamberg, được chôn cất trong nhà thờ Speyer                                                                               |
| 1235      | Mainz                                                               | Frederick II                     | |
| 1273      | Speyer                                                              | Rudolf I                         | |
| 1287      | Würzburg                                                            | Adolf                            | |
| 1309      | Speyer                                                              | Henry VII                        | |
| 1338      | Frankfurt                                                           |                                  | |
| 1379      | Frankfurt                                                           |                                  | |
| 1356      | Nuremberg                                                           | Charles IV                       | Tuyên bố Sắc chỉ vàng |
| 1384      | Speyer                                                              |                                  | |
| 1389      | Eger                                                                | Wenceslaus                       | Hoà ước Eger |
| 1414      | Speyer                                                              | Sigismund                        | |
| 1444      | Speyer                                                              | Frederick III                    | |
| 1487      | Speyer                                                              | Frederick III                    | |
| 1487      | Nuremberg                                                           | Frederick III                    | |
| 1488      | Esslingen                                                           | Frederick III                    | Formation of the Swabian League |
| 1495      | Worms                                                               | Maximilian I                     | Imperial Reform; Common Penny in the wake of the Swabian War |
| 1496/97   | Lindau                                                              |                                  | |
| 1497/98   | Freiburg                                                            |                                  | |
| 1500      | Augsburg                                                            |                                  | |
| 1505      | Cologne                                                             |                                  | Arbitration ending the War of the Succession of Landshut |
| 1507      | Konstanz                                                            |                                  | |
| 1512      | Trier, Cologne                                                      |                                  | 10 Imperial Circles |
| 1518      | Augsburg                                                            |                                  | |
| 1521      | Worms                                                               | Charles V                        | Diet of Worms, ban of Martin Luther, Edict of Worms |
| 1522      | Nuremberg I                                                         |                                  | |
| 1522/23   | Nuremberg II                                                        |                                  | |
| 1524      | Nuremberg III                                                       |                                  | |
| 1526      | Speyer I                                                            |                                  | Diet of Speyer, suspension of the Edict of Worms |
| 1529      | Speyer II                                                           |                                  | Diet of Speyer, reinstatement of the Edict of Worms, Protestation at Speyer. Proclamation of the Wiedertäufermandat condemning Anabaptists                                                |
| 1530      | Augsburg                                                            |                                  | Diet of Augsburg presentation of the Augsburg Confession |
| 1532      | Regensburg                                                          |                                  | Constitutio Criminalis Carolina |
| 1541      | Regensburg                                                          |                                  | |
| 1542      | Speyer                                                              |                                  | |
| 1542      | Nuremberg                                                           |                                  | |
| 1543      | Nuremberg                                                           |                                  | |
| 1544      | Speyer                                                              |                                  | |
| 1548      | Augsburg                                                            |                                  | Augsburg Interim |
| 1550/51   | Augsburg                                                            |                                  | |
| 1555      | Augsburg                                                            |                                  | Peace of Augsburg |
| 1556/57   | Regensburg                                                          | Ferdinand I                      | |
| 1559      | Augsburg                                                            |                                  | |
| 1566      | Augsburg                                                            |                                  | |
| 1567      | Regensburg                                                          |                                  | |
| 1570      | Speyer                                                              |                                  | The infantry of the Empire gained a comprehensive military code |
| 1576      | Regensburg                                                          |                                  | |
| 1582      | Augsburg                                                            |                                  | |
| 1594      | Regensburg                                                          |                                  | |
| 1597/98   | Regensburg                                                          |                                  | |
| 1603      | Regensburg                                                          |                                  | |
| 1608      | Regensburg                                                          |                                  | |
| 1613      | Regensburg                                                          |                                  | |
| 1640–41   | Regensburg                                                          |                                  | |
| 1653–54   | Regensburg                                                          | Ferdinand III                    | The Youngest Recess (Jüngster Reichsabschied, recessus imperii novissimus) |
| 1663–1806 | in the Reichssaal of the Regensburg town hall as the Perpetual Diet | See list                         | |